# Sonieczny (przystanek kolejowy)
Sonieczny (biał. Сонечны, ros. Солнечный) – przystanek kolejowy w pobliżu miejscowości Pahost, w rejonie orszańskim, w obwodzie witebskim, na Białorusi. Leży na linii Moskwa - Mińsk - Brześć.